# Green Park
Green Park (ufficialmente The Green Park) è uno dei Parchi Reali di Londra. Esso copre un'area di circa 19 ettari, ed era originariamente una terra acquitrinosa e paludosa che fungeva da luogo di sepoltura per lebbrosi del vicino ospedale di Saint James. Fu riconosciuto come parco da Enrico VIII nel corso del suo regno (1509-1547). Nel 1668 Carlo II d'Inghilterra lo elevò a Parco Reale e lo dotò di numerosi sentieri ancor oggi percorribili.
Il parco si trova nel mezzo tra Hyde Park e St. James's Park. Forma con i giardini di Buckingham Palace e con i Kensington Gardens una zona boschiva quasi del tutto ininterrotta da Whitehall e Victoria Station sino a  Kensington e a Notting Hill.
Diversamente dagli altri parchi di Londra, Green Park non contiene né laghetti o fiumiciattoli, né statue o fontane (fatta eccezione per Canada Memorial dell'artista Pierre Granche) ma è formato soltanto da prati e da zone alberate.
Il parco è delimitato a sud da Constitution Hill, un'importante strada del centro della città, ad est dalla strada pedonabile Queen's Walk, e a nord da Piccadilly Circus. 
Green Park confina con St. James's Park e con il Victoria Memorial esattamente davanti all'entrata del palazzo reale di Buckingham Palace.

## Collegamenti
All'interno del parco è presente l'omonima stazione della metropolitana.